# Bacardi
Bacardi Limited é uma fabricante de bebida alcoólica. Fundada em 1862, é a maior fabricante de destilados do mundo. Originalmente conhecida por sua marca Bacardí de rum branco, ela agora tem um portfólio de mais de 200 marcas e rótulos.

## História
Fundada em 4 de fevereiro de 1862 por Facundo Bacardí Massó (em catalão:  Facund Bacardí i Massó), um imigrante catalão em Santiago de Cuba.
Após inaugurar uma fábrica em 1910, em Barcelona, na Espanha, a marca se tornou a primeira multinacional cubana.
Pouco depois da ascensão de Fidel ao poder, em 1960, teve suas operações confiscadas pelo governo e sua família decidiu mudar-se de Cuba e exilar-se em Porto Rico, visto que não concordava com a reforma agrária e nacionalização de empresas promovidas pelo governo cubano.
Hoje a companhia vende em torno de 240 milhões de garrafas por ano e exporta os seus produtos para cerca de 170 países em todo o mundo. Em 2004, teve lucros de cerca de 3,3 bilhões de dólares e em 2007 cerca de 5,5 bilhões.

## Sobre o Símbolo
Don Facundo Bacardí Massó e sua esposa, Amalia Moreau, iniciaram um novo negócio em 1862 com a compra de uma destilaria em Santiago de Cuba. Após extensa experimentação, Don Facundo desenvolveu um rum leve e elegante, com sabor que contrastava com o popular conhaque. Quando se mudaram,  Amalia notou uma colônia de morcegos frugívoros fazendo ninhos nos beirais da destilaria com telhado de zinco e sugeriu ao marido que o morcego se tornasse o símbolo do rum Bacardi.
A seleção do morcego também tem raízes no folclore, já que os morcegos simbolizam boa sorte tanto na Catalunha terra natal dos Bacardís, quanto entre as populações indígenas cubanas locais

## Produtos
- Bacardi Breezer
- Bacardi Superior

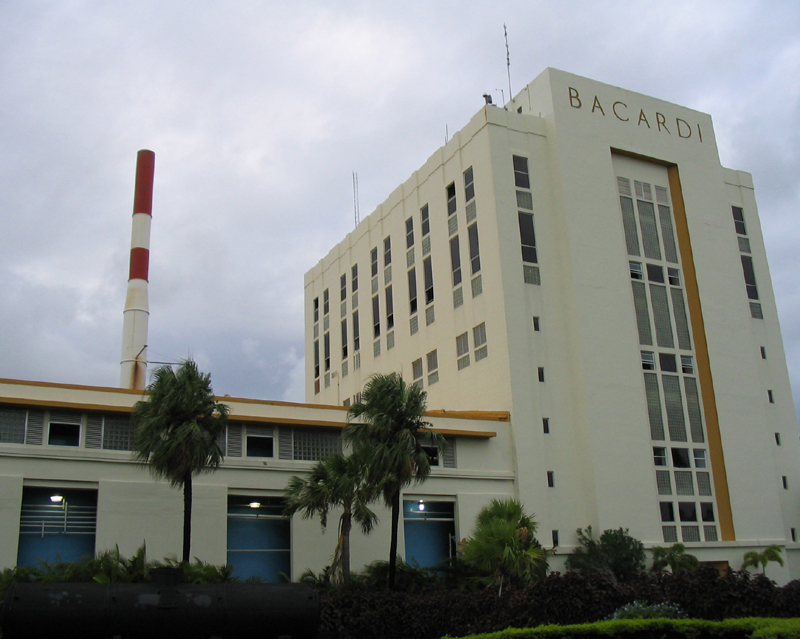
A "Catedral do Rum" na destilaria em Porto Rico próximo a San Juan.

- Bacardi Gold (Gold) - o mais tradicional, muito usado no drink cuba libre.
- Bacardi Black
- Bacardi 151
- Bacardi Añejo
- Bacardi 8

Runs com sabor
- Bacardi Big Apple
- Bacardi Big Lemon
- Bacardi Big Pineapple
- Bacardi Cóco
- Bacardi Razz
- Bacardi O
- Bacardi Limón
- Bacardi Grand Melon
- Bacardi Vaníla
- Bacardi Mojito

Os produtos da marca foram concedidos a diversas ocasiões, incluindo organizações de prestígio. Bacardi 8, Bacardi Gold, Bacardi Reserva Limitada  receberam um prêmio de 'International High Quality Trophy' aos seleções mundial de qualidade, organizado pela Monde Selection. Bacardi 8 também foi premiado com uma medalha de ouro em 2011.